# Arthrobotrys cladodes
Arthrobotrys cladodes är en svampart. Arthrobotrys cladodes ingår i släktet Arthrobotrys och familjen vaxskålar.

## Underarter
Arten delas in i följande underarter:
- macroides
- cladodes